# Nyabing
Nyabing is een plaats in de regio Great Southern in West-Australië.

## Geschiedenis
De eerste Europeanen die de streek bevolkten waren sandelhoutsnijders. John Hassell was in 1873 de eerste die in de streek een lease opnam.
In 1911 werd een spoorweg voorzien vanuit Katanning, met een nevenspoor ('siding') genaamd Nampup. Nampup was de Aboriginesnaam voor een nabijgelegen kwel. In mei 1912 werd er een dorp gesticht dat naar het nevenspoor en de kwel werd vernoemd. Nampup werd echter met Nannup verward en in december 1912 werd de naam veranderd in Nyabing. Nyabing zou zijn afgeleid van de Aboriginesnaam voor de bloem Rhodanthe manglesii.
In 1915 werd er een gemeenschapszaaltje gebouwd. Het diende ook als klaslokaal en als kerk. In 1925 opende het Nyabing Hotel. In juli 1954 opende de basisschool. Het werd in 1963 uitgebreid.

## 21e eeuw
Nyabing is het administratieve en dienstencentrum van het lokale bestuursgebied (LGA) Shire of Kent, een landbouwdistrict. Het is een verzamel- en ophaalpunt voor de oogst van de in de streek bij de Co-operative Bulk Handling Group aangesloten graanproducenten. In 2021 telde Nyabing 260 inwoners, tegenover 296 in 2006.

## Toerisme
In de 'Nyabing Creek' en 'Chinocup' natuurgebieden kunnen wilde bloemen, sandelhoutbomen en verscheidene buideldieren worden waargenomen. Ook rondom de 'Kwobrup Dam' kan de plaatselijke fauna worden bekeken. Verdere bezienswaardigheden zijn de gemeenschapszaal uit 1915 en het in 1923 aangekochte 'Grader Monument'. De 'Holland Track' loopt door de streek en kan tot in Coolgardie worden gevolgd. Er liggen enkele 'gnamma holes' langsheen de track.

## Transport
Nyabing ligt 322 kilometer ten zuidoosten van de West-Australische hoofdstad Perth, 196 kilometer ten noorden van Albany en 60 kilometer ten oostnoordoosten van Katanning.
De spoorweg tussen Nyabing en Katanning is in handen van Arc Infrastructure maar is niet meer in gebruik.

## Klimaat
Nyabing kent een koud steppeklimaat, Bsk volgens de klimaatclassificatie van Köppen. De gemiddelde jaarlijkse temperatuur bedraagt er 15,7 °C. Er valt jaarlijks gemiddeld 359 mm neerslag.